# What Was I Made For?
«What Was I Made For?» (с англ. — «Для чего я была создана?») — песня американской певицы Билли Айлиш, вышедшая 13 июля 2023 года на лейблах Atlantic, Darkroom и Interscope Records, как пятый сингл из саундтрека Barbie the Album к фантастическому комедийному фильму Барби. Песня имела коммерческий успех во всем мире и возглавила хит-парады Австралии, Ирландии и Швейцарии, а также стала вторым её чарттоппером в Великобритании (после «No Time to Die», 2020).
«What Was I Made For?» выиграла все три главные киномузыкальные награды, включая Грэмми за лучшую песню, написанную для визуальных медиа (и в категории Песня года), премию «Золотой глобус» за лучшую оригинальную песню и премию «Оскар» за лучшую оригинальную песню.

## Предыстория и релиз
В интервью журналу Time в начале июля 2023 года Марк Ронсон, выступивший в качестве музыкального продюсера альбома Barbie the Album, сообщил, что в саундтреке будет больше неожиданных гостей, чем было известно на тот момент, описав артистов как имеющих «очень личную, идиосинкразическую связь с Барби». Однако он пропустил вопрос о том, будет ли Айлиш одной из них. Айлиш ранее вызвала предположения о возможном появлении, когда 27 июня разместила в своём Instagram фотографию неоновой вывески Барби.
6 июля 2023 года Айлиш анонсировала сингл в своих социальных сетях. В сопроводительном сообщении она сказала, что песня «значит для неё абсолютный» мир. Певица надеется, что трек «изменит жизни», и сказала своим поклонникам «приготовиться рыдать». Фрагмент сингла появился в трейлере к фильму 10 июля 2023 года. Айлиш также представила сингл и клип в Twitter 12 июля. Песня была выпущена на следующий день, 13 июля.

## Композиция
Для создания песни Айлиш вновь объединилась со своим братом и давним соавтором Финнеасом О’Коннелом. Процесс сочинения песни начался с того, что режиссёр Грета Гервиг показала Айлиш и О’Коннелу черновой вариант фильма на студии Warner Bros. В интервью Billboard Айлиш заявила, что сингл стал первой песней, которую они с О’Коннелом написали после длительного творческого кризиса.
В процессе написания песни я ни разу не вспомнила о себе. Меня вдохновлял только этот фильм, эта героиня и то, что, по моему мнению, она должна была чувствовать, и я писала об этом. А потом, в течение следующих нескольких дней, я слушала и думала: «Девочка, как это… Честно говоря, и я не хочу сказать, чтобы это прозвучало самодовольно, но я делаю так, что создаю вещи, о которых даже не подозреваю… как будто я пишу для себя и даже не знаю об этом».

— Билли Айлиш о процессе написания песни «What Was I Made For?»

## Отзывы
Том Брейхан из Stereogum, отметил метафоры в тексте, параллельные сюжету «Барби», и сравнил песню с «Happier Than Ever», но посетовал на то, что «кажется, что все идёт к грандиозному, катарсическому финалу, но этот финал так и не наступает». Джон Мендельсон из журнала American Songwriter назвал припев «меланхоличным, но вселяющим надежду». Уолден Грин из журнала The Fader расценил песню как «лукавый комментарий к поп-звёздам, „созданным“ ради прибыли звукозаписывающих лейблов».

### Итоговые списки
| Публикация             | Список                                   | Ранг | Ссылка |
| ---------------------- | ---------------------------------------- | ---- | ------ |
| Billboard              | The 100 Best Songs of 2023 (Staff Picks) | 2    | [ 14 ] |
| Los Angeles Times      | The 100 Best Songs of 2023               | 10   | [ 15 ] |
| NME                    | The 50 Best Songs of 2023                | 7    | [ 16 ] |
| Rolling Stone          | The 100 Best Songs of 2023               | 9    | [ 17 ] |
| The Guardian           | The 20 Best Songs of 2023                | 11   | [ 18 ] |
| The Hollywood Reporter | The 10 Best Songs of 2023                | 6    | [ 19 ] |
| The Washington Post    | The Best Singles of 2023                 | 2    | [ 20 ] |
| USA Today              | Best Songs of 2023                       | N/A  | [ 21 ] |
| Variety                | The Best Songs of 2023                   | 1    | [ 22 ] |

## Музыкальное видео
Клип на песню «What Was I Made For?» был выпущен вместе с синглом 13 июля 2023 года. В клипе, снятом самой Айлиш, она изображает молодую женщину в наряде, напоминающем Барби, которая садится за одинокий стол и начинает играть с горсткой кукольной одежды (это копии самых известных образов, которые носила Айлиш). Землетрясение, дождь и ветер то и дело сбивают одежду, пока женщина, наконец, не собирает вещи и не выходит из комнаты. В журнале W Мэтью Веласко интерпретировал клип как «способ Айлиш сказать нам, что она покончила со своим фирменным мешковатым образом» и что «это похоже на начало новой эры для Айлиш».

## Награды и номинации
Песня получила пять номинаций на 66-й ежегодной премии «Грэмми», включая «Запись года», и победила в номинациях «Песня года» (став первой песней из фильма со времён «My Heart Will Go On» из «Титаника» в исполнении Селин Дион, победившей в этой категории).
| Год  | Организация                                  | Категория                                                                 | Результат | Ссылка |
| ---- | -------------------------------------------- | ------------------------------------------------------------------------- | --------- | ------ |
| 2023 | Hollywood Music in Media Awards              | Лучшая оригинальная песня в художественном фильме                         | Победа    | [ 25 ] |
| 2023 | MTV Video Music Awards                       | Song of Summer                                                            | Номинация | [ 26 ] |
| 2023 | RTHK International Pop Poll Awards           | Top Ten International Gold Songs                                          | Номинация | [ 27 ] |
| 2023 | Variety’s Hitmakers                          | Film Song of the Year                                                     | Победа    | [ 28 ] |
| 2024 | «Оскар»                                      | Премия «Оскар» за лучшую песню к фильму                                   | Победа    | [ 29 ] |
| 2024 | Выбор критиков (кинопремия)                  | Премия «Выбор критиков» за лучшую песню                                   | Номинация | [ 30 ] |
| 2024 | Золотой глобус (премия, 2024)                | Премия «Золотой глобус» за лучшую песню                                   | Победа    | [ 31 ] |
| 2024 | Gold Derby Music Awards                      | Record of the Year                                                        | Номинация | [ 32 ] |
| 2024 | Gold Derby Music Awards                      | Song of the Year                                                          | Номинация | [ 32 ] |
| 2024 | Gold Derby Music Awards                      | Best Pop Song                                                             | Номинация | [ 32 ] |
| 2024 | Gold Derby Music Awards                      | Best Music Video                                                          | Номинация | [ 32 ] |
| 2024 | Grammy Awards                                | Record of the Year                                                        | Номинация | [ 33 ] |
| 2024 | Grammy Awards                                | Song of the Year                                                          | Победа    | [ 33 ] |
| 2024 | Grammy Awards                                | Best Pop Solo Performance                                                 | Номинация | [ 33 ] |
| 2024 | Grammy Awards                                | Best Song Written for Visual Media                                        | Победа    | [ 33 ] |
| 2024 | Grammy Awards                                | Best Music Video                                                          | Номинация | [ 33 ] |
| 2024 | HCA Astra Creative Arts Awards               | Best Original Song                                                        | Номинация | [ 34 ] |
| 2024 | Brit Awards                                  | International Song of the Year                                            | Номинация | [ 35 ] |
| 2024 | Denver Film Critics Society                  | Best Original Song                                                        | Победа    | [ 36 ] |
| 2024 | GAFFA Awards (Sweden)                        | International Song of the Year                                            | Победа    | [ 37 ] |
| 2024 | Georgia Film Critics Association             | Best Original Song                                                        | Победа    | [ 38 ] |
| 2024 | Hawaii Film Critics Society                  | Best Song                                                                 | Победа    | [ 39 ] |
| 2024 | Hit FM Music Awards                          | Top Ten Singles                                                           | Победа    | [ 40 ] |
| 2024 | iHeartRadio Music Awards                     | Best Lyrics                                                               | Номинация | [ 41 ] |
| 2024 | iHeartRadio Music Awards                     | Best Music Video                                                          | Номинация | [ 41 ] |
| 2024 | iHeartRadio Music Awards                     | TikTok Bop of the Year                                                    | Номинация | [ 41 ] |
| 2024 | Latino Entertainment Journalists Association | Best Song Written for a Film                                              | Номинация | [ 42 ] |
| 2024 | MTV Video Music Awards                       | Video for Good                                                            | Победа    | [ 43 ] |
| 2024 | Music City Film Critics Association          | Best Original Song                                                        | Победа    | [ 44 ] |
| 2024 | New Mexico Film Critics                      | Best Original Song                                                        | Победа    | [ 45 ] |
| 2024 | Nickelodeon Kids' Choice Awards              | Favorite Song                                                             | Победа    | [ 46 ] |
| 2024 | North Carolina Film Critics Association      | Best Original Song                                                        | Номинация | [ 47 ] |
| 2024 | North Dakota Film Society                    | Best Original Song                                                        | Победа    | [ 48 ] |
| 2024 | Online Film Critics Society                  | Technical Achievements: Original Song                                     | Honored   | [ 49 ] |
| 2024 | Online Film & Television Association         | Best Original Song                                                        | Победа    | [ 50 ] |
| 2024 | Palm Springs International Film Festival     | Chairman’s Award                                                          | Победа    | [ 51 ] |
| 2024 | Pandora International Film Critics           | Song Composing                                                            | Победа    | [ 52 ] |
| 2024 | Santa Barbara International Film Festival    | Variety’s Artisans Award                                                  | Победа    | [ 53 ] |
| 2024 | Satellite Awards                             | Best Original Song                                                        | Победа    | [ 54 ] |
| 2024 | Society of Composers & Lyricists             | Outstanding Original Song for a Comedy or Musical Visual Media Production | Победа    | [ 55 ] |
| 2024 | World Soundtrack Awards                      | Best Original Song                                                        | Ожидается | [ 56 ] |
| 2024 | Žebřík Music Awards                          | Foreign International Composition of the Year                             | 3rd Place | [ 57 ] |
| 2024 | Žebřík Music Awards                          | Foreign International Video Clip of the Year                              | 2nd Place | [ 57 ] |

## Чарты
| Чарт (2023—2024)                             | Высшая позиция |
| -------------------------------------------- | -------------- |
| Австралия (ARIA)                             | 1              |
| Австрия (Ö3 Austria Top 40)                  | 3              |
| Бельгия/Фландрия (Ultratop 50)               | 10             |
| Бельгия/Валлония (Ultratop 50)               | 29             |
| Канада (Billboard Canadian Hot 100)          | 10             |
| Канада (Billboard AC)                        | 13             |
| Канада (Billboard CHR/Top 40)                | 8              |
| Канада (Billboard Hot AC)                    | 20             |
| Чехия (Singles Digitál Top 100)              | 6              |
| Финляндия (Suomen virallinen lista)          | 15             |
| Германия (GfK)                               | 9              |
| Мир (Billboard Global 200)                   | 2              |
| Венгрия (Single Top 40)                      | 15             |
| Ирландия (IRMA)                              | 1              |
| Нидерланды (Dutch Top 40)                    | 14             |
| Нидерланды (Single Top 100)                  | 5              |
| Новая Зеландия (Recorded Music NZ)           | 2              |
| Португалия (AFP)                             | 18             |
| Словакия (Singles Digitál Top 100)           | 6              |
| Швейцария (Schweizer Hitparade)              | 1              |
| Великобритания (OCC UK Singles)              | 1              |
| США (Billboard Hot 100)                      | 14             |
| США (Billboard Adult Contemporary)           | 16             |
| США (Billboard Adult Pop Airplay)            | 1              |
| США (Billboard Hot Rock & Alternative Songs) | 1              |
| США (Billboard Pop Airplay)                  | 6              |

## Сертификации
| Регион | Сертификация  | Продажи    |
| --- | ------------- | ---------- |
| Австрия (IFPI Austria) | Золотой       | 15 000     |
| Бельгия (BEA) | 2× Платиновый | 80 000     |
| Бразилия (ABPD) | Бриллиантовый | 160 000    |
| Канада (Music Canada) | 4× Платиновый | 320 000    |
| Дания (IFPI Danmark) | Платиновый    | 90 000     |
| Франция (SNEP) | Платиновый    | 200 000    |
| Италия (FIMI) | Платиновый    | 100 000    |
| Новая Зеландия (RMNZ) | 2× Платиновый | 60 000     |
| Польша (ZPAV) | 2× Платиновый | 100 000    |
| Португалия (AFP) | 2× Платиновый | 20 000     |
| Испания (PROMUSICAE) | Платиновый    | 60 000     |
| Швейцария (IFPI Switzerland) | Золотой       | 15 000     |
| Великобритания (BPI) | Платиновый    | 600 000    |
| США (RIAA) | Платиновый    | 1 000 000  |
| Стриминг |               |            |
| Греция (IFPI Greece) | Золотой       | 1 000 000  |
| Швеция (GLF) | Платиновый    | 12 000 000 |
| Данные о продажах + прослушиваниях приведены только на основе сертификации. · Данные только о прослушиваниях приведены на основе сертификации. |               |            |